# آنا قربانووا
آنا قربانووا (به ترکی آذربایجانی: Anna Qurbanova) ژیمناست زادهٔ ۲۴ سپتامبر ۱۹۸۶ میلادی اهل کشور جمهوری آذربایجان است.